# 소자 (신토)
소자(일본어: 総社, 惣社, そうじゃ)는 옛 일본의 신토에서, 구니를 비롯한 특정 지역 안의 제신들을 함께 모시는 신사 (神社)를 가리킨다. 소자구 (総社宮), 소진자 (総神社), 소자진자 (総社神社)라 부르기도 한다.
보통 "율령국", 즉 구니마다 한 곳씩 대표로 소자를 두었지만, 장원이나 군, 고을 등의 작은 범위의 지역에서도 "소자"를 세우는 경우도 있었고, 여러 고을에 흩어져있던 신사들을 통합해 세운 경우에도 소자라고 불렀다.
대부분의 소자는 시간이 흐르면서 없어졌기 때문에 위치나 기록이 거의 남아있지 않다. 하지만 오카야마 현의 빗추소자 등은 주요 문화재로 보호받고 있으며, 오사카부 후지이데라시의 시기아가타누시 신사 등의 소자는 다른 신사들처럼 매년 신에게 제사를 올린다.

## 같이 보기
- 오카야마현 소자시 - 빗추국을 대표하는 소자인 빗추소자가 있는 데서 이름을 딴 것이다. 빗추소자는 지금도 보존되어 있다.
- 고쿠분지 - 한 구니를 비롯한 지역을 대표하는 사찰로, 일본 왕실이 쇼무 천황 때 직접 세운 것이다.